# William Ruthven
Pour les articles homonymes, voir Ruthven.
William Ruthven, comte de Gowrie (vers 1541–1584) fut un conspirateur écossais.
Issu d'une famille noble d'Écosse, il fut impliqué avec son père Patrick dans le meurtre de David Rizzio et à la ligue qui força Marie Stuart d'abdiquer.
En 1582, il conduisit la conspiration dite Attaque de Ruthven (en anglais Raid of Ruthven) qui réunit plusieurs nobles presbytérien. Ils s'emparèrent par traîtrise de Jacques VI d'Écosse lors de son séjour au château de Ruthven (aujourd'hui Huntingtower Castle dans le Perthshire), et le retinrent prisonnier un peu moins d'un an. Ruthven prit alors la tête du gouvernement.
Il fut pardonné en 1583, mais, continuant à conspirer, il fut décapité pour haute trahison.
Il est le père de John Ruthven, lui aussi conspirateur.